# Nenad Trpowski
Nenad Trpovski, mk. Ненад Трповски (ur. 15 września 1978) – macedoński kanadyjkarz górski, olimpijczyk. Brał udział w igrzyskach w roku 1996 (Atlanta). Nie zdobył żadnych medali.

## Letnie Igrzyska Olimpijskie 1996 w Atlancie
| Konkurencja | I zjazd | I zjazd | II zjazd | II zjazd | Klas. końcowa | Klas. końcowa |
| Konkurencja | Czas    | Miejsce | Czas     | Miejsce  | Punkty        | Miejsce       |
| ----------- | ------- | ------- | -------- | -------- | ------------- | ------------- |
| Slalom C1   | 3:11,19 | 28.     | DNF      | AC       | 316,19        | 30.           |